# A Magyar Érdemrend nagykeresztje a nyaklánccal és az arany sugaras csillaggal

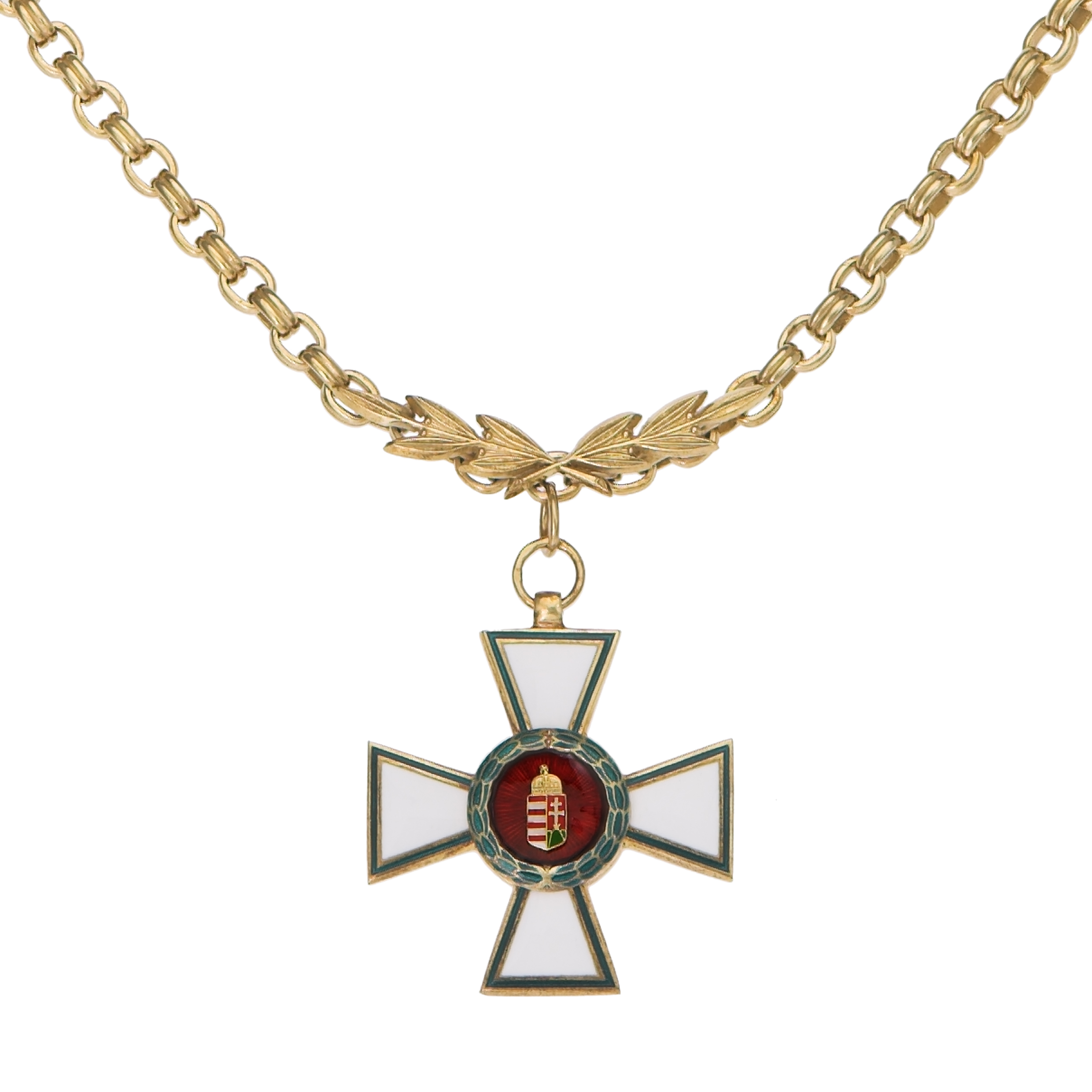
Magyar Érdemrend nagykeresztje a lánccal

A Magyar Érdemrend nagykeresztje a nyaklánccal és az arany sugaras csillaggal a magyar állam által adományozható legnagyobb kitüntetésnek, a Magyar Érdemrendnek a fokozata. Eleinte, 2000-es alapításától 2011-ig a Magyar Köztársasági Érdemrend nagykeresztje a lánccal volt az elnevezése.
Az Érdemrend külföldi államfőknek adományozható, az állami kitüntetésekről szóló törvény alapján a magyar köztársasági elnök hivatalból, élethossziglan tulajdonosa. A Magyar Érdemrend fokozatai közül ennek az egynek nincs katonai változata.

## Leírása

A csillag

A szalagsáv

199 aranyozott, kettősdrót láncszemből álló nyaklánc, amelyet alsó részén két arany babérág ékesít. Az ágak közötti láncszemhez két karika csatlakozik (az alsóra „AP” cégjelzést, félholdat és „925” finomságú jelet ütöttek) amihez arany- és zöldzománc szegélyes, fehér zománcos, szélesedő szárú kereszt csatlakozik. A kereszt előlapján középen zöld babérkoszorúval körülvett kerek vörös mezőben az 1990-es magyar köztársasági címer van. Hátlapján kerek aranyszínű mezőben középen „1946/1991” évszám, az alapítás és az újjáalapítás időpontja látható. Függesztő karikájába a „H” ( Nemesfémvizsgáló és Hitelesítő Intézet ) , „PV” és ezüst fémjelet ütöttek. Anyaga: aranyozott ezüst, zománc. A kereszt mérete: 43 mm. A fokozathoz nyolcágú, domború, brillezett felületű, aranyozott csillag tartozik. Előlapján a rendjelvény előlapjának mása, hátlapján „1946/1991” beütés, valamint tű-kampó van. A tűn a láncnál ismertetett jelzések találhatók. Anyaga: aranyozott ezüst, zománc. Mérete: 90 mm. A Magyar Köztársaság legmagasabb állami kitüntetése, csak uralkodók és (regnáló vagy volt) államfők kaphatják.

## Díjazottak

### 2024
- John Timothy Dunlap, a Szuverén Jeruzsálemi, Rodoszi és Máltai Szent János Katonai és Ispotályos Rend nagymestere
- Sulyok Tamás hivatalból
- Aleksandar Vučić, a Szerb Köztársaság elnöke

### 2022
- Novák Katalin hivatalból

### 2020
- Andrzej Duda, a Lengyel Köztársaság elnöke

### 2012
- Áder János hivatalból

### 2011
- Schmitt Pál hivatalból
- Őexcellenciája Abdullah Gül,[1] a Török Köztársaság elnöke

### 2009
- Őexcellenciája Matthew Festing testvér, a Máltai lovagrend nagyhercege

### 2008
- Őexcellenciája Alan García Pérez, a Perui Köztársaság elnöke
- Őexcellenciája Michelle Bachelet, a Chilei Köztársaság elnöke
- Őexcellenciája Rafael Correa Delgado, az Ecuadori Köztársaság elnöke
- Őexcellenciája Viktor Juscsenko, az Ukrán Köztársaság elnöke

### 2007
- Őexcellenciája Nurszultan Abisevics Nazarbajev, a Kazah Köztársaság elnöke
- Őexcellenciája Abd el-Azíz Buteflíka, az Algériai Demokratikus és Népi Köztársaság elnöke
- Őexcellenciája Edward Fenech Adami, a Máltai Köztársaság elnöke
- Őexcellenciája Karolosz Papuliasz, a Görög Köztársaság elnöke

### 2006
- Őexcellenciája Heinz Fischer, az Osztrák Szövetségi Köztársaság elnöke
- Őexcellenciája Valdas Adamkus, a Litván Köztársaság elnöke

### 2005
- Sólyom László hivatalból
- Őexcellenciája Nacagín Bagabandi, a Mongol Köztársaság elnöke

### 2004
- Őexcellenciája Thomas Klestil, az Osztrák Köztársaság elnöke

### 2003
- Őexcellenciája Rudolf Schuster, a Szlovák Köztársaság elnöke
- Őexcellenciája Konsztantinosz Sztephanopulosz, a Görög Köztársaság elnöke

### 2002
- Őexcellenciája Stjepan Mesić, a Horvát Köztársaság elnöke
- Őfelsége II. Erzsébet, Nagy-Britannia és Észak-Írország Egyesült Királyság királynője
- Őexcellenciája Carlo Azeglio Ciampi, az Olasz Köztársaság elnöke
- Őexcellenciája Andrew Bertie, a Szuverén Máltai Lovagrend nagyhercege
- Őfelsége II. Albert, a Belga Királyság királya
- Őfelsége Paula, a Belga Királyság királynéja
- Őexcellenciája Tarja Halonen, a Finn Köztársaság elnöke
- Őexcellenciája Arnold Rüütel, az Észt Köztársaság elnöke
- Őexcellenciája dr. Jorge Sampaio, a Portugál Köztársaság elnöke
- Őexcellenciája Ion Iliescu, a Román Köztársaság elnöke
- Őexcellenciája Ricardo Lagos Escobar, a Chilei Köztársaság elnöke
- Őfelsége V. Harald, a Norvég Királyság királya

### 2001
- Mádl Ferenc hivatalból
- Őexcellenciája Aleksander Kwasniewski, a Lengyel Köztársaság elnöke
- Őexcellenciája George H. W. Bush, az Amerikai Egyesült Államok volt elnöke
- Őexcellenciája Jacques Chirac, a Francia Köztársaság elnöke
- Őexcellenciája Olusegun Obasanjo, a Nigériai Szövetségi Köztársaság elnöke
- Őexcellenciája Václav Havel, a Cseh Köztársaság elnöke
- Őexcellenciája Vaira Vike-Freiberga, a Lett Köztársaság elnöke

### 2000
- Őfelsége Akihito, Japán császára, és felesége, Micsiko császárné